# Ibrahim Al-Helwah
Ibrahim Al-Helwah (ur. 18 sierpnia 1972 roku) – saudyjski piłkarz występujący na pozycji bramkarza.

## Kariera klubowa
Ibrahim Al-Helwah podczas kariery piłkarskiej występował w klubie Al-Riyadh SC.

## Kariera reprezentacyjna
Ibrahim Al-Helwah występował w reprezentacji Arabii Saudyjskiej w latach dziewięćdziesiątych.
W 1994 roku uczestniczył w Mistrzostwach Świata. W turnieju finałowym w USA był rezerwowym i nie wystąpił w żadnym spotkaniu.